# فتح رودس توسط شوالیه‌های مهمان‌نواز
فتح رودس توسط شوالیه‌های مهمان‌نواز (انگلیسی: Hospitaller conquest of Rhodes) در ۱۳۱۰، پس از حمله شوالیه‌های مهمان‌نواز به رودس با رهبری فولکوس دی ویلارت در سال ۱۳۰۶ به وقوع پیوست. نیروهای مهمان‌نواز به سرعت توانستند به سرعت تمامی مناطق جزیره را مسخر کنند اما قلعه رودس به مدت ۴ سال تا ۱۵ اوت ۱۳۱۰ مقاومت کرد و سرانجام رودس توسط شوالیه‌های مهمان‌نواز فتح گردید. پس از جزیره، رودس مبدل به پایگاه شوالیه‌های مهمان‌نواز به مدت ۲ قرن شد تا آن که در سال ۱۵۲۲ به تصرف نیروهای عثمانی درآمد.